# هیو فریزر (بازیگر)
هیو فریزر (انگلیسی: Hugh Fraser؛ زادهٔ ۷ اکتبر ۱۹۵۰) یک بازیگر، کارگردان نمایش و مؤلف اهل انگلستان است. شهرت او به‌واسطهٔ بازی در نقش آرتور هستینگز در سریال تلویزیونی پوآرو در کنار دیوید سوشی (در نقش هرکول پوآرو) و همچنین بازی در نقشِ اولین دوک ولینگتون آرتور ولزلی در سریال تلویزیونی شارپ است که جایگزین دیوید تراتون شده بود.

## زندگی‌نامه
هیو فریزر زادهٔ ۱۹۴۵ میلادی در وست‌مینستر است، اما در میدلندز بزرگ شد. وی دانش‌آموختهٔ رشتهٔ بازیگری در آکادمی هنرهای نمایشی وبر داگلاس و آکادمی موسیقی و هنرهای نمایشی لندن است. نام وی نخستین بار بابت ایفای نقش آنتونی ایدن در سریال ادوارد و خانم سیمپسون در کنار ادوارد فاکس بر سر زبان‌ها افتاد و پس از این نقش بود که وی بیشتر در نقش اشراف‌زادگان و افراد طبقهٔ بالای جامعه ظاهر می‌شد. یکی از نمونه‌های این نقش‌ها، آقای تالمن در قرارداد نقشه‌کش به کارگردانی پیتر گرینوی بود.

## گزیدهٔ نقش‌آفرینی‌ها

### سینما
| سال  | عنوان                | نقش                             | توضیحات                                            |
| ---- | -------------------- | ------------------------------- | -------------------------------------------------- |
| ۱۹۷۱ | انحراف               | -                               |                                                    |
| ۱۹۷۶ | ریتز                 | دی‌جی                            |                                                    |
| ۱۹۷۷ | دوئل‌بازها            | مأمور                           |                                                    |
| ۱۹۷۹ | خیابان هانوور        | سروان هارولد لستر               |                                                    |
| ۱۹۸۲ | فایرفاکس             | کارآگاه پلیس تورتیف             |                                                    |
| ۱۹۸۲ | قرارداد نقشه‌کش       | آقای تالمن                      |                                                    |
| ۱۹۸۲ | مبلغ مذهبی           | راهنمای میهمانان در مراسم عروسی |                                                    |
| ۱۹۸۳ | نفرین پلنگ صورتی     | دکتر آرنو استنگ                 |                                                    |
| ۲۰۰۳ | هرج‌ومرج و اجساد      | آقای فریزر                      |                                                    |
| ۲۰۱۰ | جک‌بوتس در وایتهال    | خبرخوان بی‌بی‌سی / گَستون          | صداپیشه                                            |
| ۲۰۱۶ | با عشق از طرف… سافک  | دستگاه ناوبری ماهواره‌ای         | صداپیشه                                            |
| ۲۰۱۶ | آسانسور              | اِد                              | فیلم کوتاه؛ صداپیشه                                |
| ۲۰۱۷ | قرار ملاقات سوم      | استیون، دستگاه ناوبری ماهواره‌ای | صداپیشه                                            |
| ۲۰۲۱ | هتل شبح‌زده           | تیم                             | فیلمی متشکل از ۸ روایت مجزا بازی در قسمت: «۴۰ سال» |
| ۲۰۲۱ | لورنس: پس از عربستان | لرد آلنبی                       |                                                    |

### تلویزیون
| سال          | عنوان                        | نقش                       | توضیحات                                                   |
| ------------ | ---------------------------- | ------------------------- | --------------------------------------------------------- |
| ۱۹۶۶         | دکتر هو                      | ستیزه‌جو                   | بازی در «قاچاقچیان: قسمت ۴» نامش‌در عنوان‌بندی نیامده       |
| ۱۹۶۹         | دامبی و پسر                  | خدمتکار دکتر بلیمبر       | مینی‌سریال                                                 |
| ۱۹۷۲         | رنگین کمان                   | خواننده                   | تله‌فیلم                                                   |
| ۱۹۷۳         | نمایش‌های سی دقیقه‌ای          | والی                      | بازی در قسمت: «آوای مرداب»                                |
| ۱۹۷۶         | کِـرِز                         | نیکلاس                    | ۲ قسمت                                                    |
| ۱۹۷۷         | مردی با نقاب آهنین           | مونتفلوری                 | تله‌فیلم                                                   |
| ۱۹۷۷         | هدف                          | گروهبان فریزر             | بازی در قسمت: «فیل بزرگ»                                  |
| ۱۹۷۶ تا ۱۹۷۸ | نمایش امروز                  | ویل لانگلی / موسیقی‌دان    | ۲ قسمت                                                    |
| ۱۹۷۸         | باشگاه تلویزیون              | کی‌یر فیوکس                | ۹ قسمت                                                    |
| ۱۹۷۸         | آزادشده                      | دِس                        | ۲ قسمت                                                    |
| ۱۹۷۸         | اچ بزرگ                      | گیتاریست                  | تله‌فیلم                                                   |
| ۱۹۷۸         | ادوارد و خانم سیمپسون        | آنتونی ایدن               | مینی‌سریال، ۲ قسمت                                         |
| ۱۹۷۹         | یه روز خوب                   | نفر اول در آسانسور        | تله‌فیلم                                                   |
| ۱۹۸۰         | آی‌تی‌وی پلی‌هاوس               | جف                        | بازی در قسمت «دست‌ها»                                      |
| ۱۹۸۰         | قبیلهٔ گمشده                  | زِلِک کِـیدن                 | ۳ قسمت                                                    |
| ۱۹۸۱         | قاچاقچی‌ها                    | آقای اَرو                  | مینی‌سریال، ۲ قسمت                                         |
| ۱۹۸۱         | به شیوهٔ المپیکی‌ها            | تری ویلسون                | ۶ قسمت                                                    |
| ۱۹۸۲         | دادگاه جزا                   | دکتر مارک ریو             | ۱ قسمت                                                    |
| ۱۹۸۲         | جام جهانی: روایت یک کاپیتان  | گوردون نایتلی             | تله‌فیلم                                                   |
| ۱۹۸۲         | کلاود هاو                    | رابرت کُلهون               | سریال تلویزیونی، ۴ قسمت                                   |
| ۱۹۸۳         | داستان‌های باورنکردنی         | پل استندیدنگ              | فصل ششم، قسمت «اشتباه مرگبار»                             |
| ۱۹۸۳         | روایت نلی                    | فروشنده                   | تله‌فیلم                                                   |
| ۱۹۸۳         | رایلی، تک‌خال جاسوس‌ها         | جرج الکساندر هیل          | مینی‌سریال، ۶ قسمت                                         |
| ۱۹۸۳         | هتل هارت‌اَتک                  | استیون                    | تله‌فیلم                                                   |
| ۱۹۸۴         | منحصربه‌فرد                   | کشیش                      | تله‌فیلم                                                   |
| ۱۹۸۴         | پرنده شکاری ۲                | ریچارد لفنر               | ۳ قسمت از فصل دوم                                         |
| ۱۹۸۵         | بها                          | کِـلنِـر                    | مینی‌سریال، ۳ قسمت                                         |
| ۱۹۸۵         | خانواده دراماند              | فرشته                     | ۱ قسمت                                                    |
| ۱۹۸۵         | لبه تاریکی                   | رابرت بنت                 | مینی‌سریال، ۴ قسمت                                         |
| ۱۹۸۶         | پرده دو                      | کالیک                     | بازی در قسمت «بیمه‌گذار» (فصل ۲، قسمت ۷)                   |
| ۱۹۸۶         | به من بگوئید آقا             | گوین ویچل                 | بازی در قسمت «نمای دور»                                   |
| ۱۹۸۷         | رؤیاهای دیروز                | دیرمن                     | ۴ قسمت                                                    |
| ۱۹۸۷         | نزدیکی صمیمانه               | کشیش محلی                 | ۳ قسمت                                                    |
| ۱۹۸۷         | کیو. ئی. دی                  | شرلوک هلمز                | مجموعهٔ مستند تلویزیونی؛ بازی در قسمت: «قتل در بلوبل لاین» |
| ۱۹۸۷         | تصویر لیزی                   | رابرت                     | ۲ قسمت                                                    |
| ۱۹۸۸         | نام رمز: کیریل               | پیتر جکسون                | مینی‌سریال، ۴ قسمت                                         |
| ۱۹۸۸         | ترفند، طرح‌ریزی، رویارویی     | جایلز ترنت                | ۳ قسمت                                                    |
| ۱۹۸۸         | جک قاتل                      | سِـر چارلز وارن            | مجموعه تلویزیونی، ۲ قسمت                                  |
| ۱۹۸۸         | خانوادهٔ بـِرِت                 | الیور مورتیمر             | مجموعه تلویزیونی، ۴ قسمت                                  |
| ۱۹۸۹         | نمایش شبکه یک                | ساندرز                    | مجموعهٔ تلویزیونی درام از گلچین‌های ادبی                    |
| ۱۹۹۰         | لورنا دون                    | جیمز دوم، پادشاه انگلستان | تله‌فیلم                                                   |
| ۱۹۹۱         | اسکرین‌پلی                    | آدریان هارپر              | بازی در قسمت «وقایع درایمگلین»                            |
| ۱۹۹۲         | وکلای مدافع                  | جای نایسمیت               | ۳ قسمت                                                    |
| ۱۹۹۲         | بازی‌های میهن‌پرستانه          | جافری واتکینز             |                                                           |
| ۱۹۹۳         | تاگارت                       | بابی گالت                 | قسمت: «شیرینی زنجفیلی، بخش اول»                           |
| ۱۹۹۴         | در کمال ناباوری              | بَری پن‌رُز                  | قسمت: «ربوده‌شده»                                          |
| ۱۹۹۶         | ۱۰۱ سگ خالدار                | فردریک                    |                                                           |
| ۱۹۹۹         | طبابت در پیک                 | مارکوس منزیس              | ۲ قسمت                                                    |
| ۱۹۹۹         | گورکن                        | کریس هرینگتون             | قسمت: «شکارچیان»                                          |
| ۲۰۰۱         | گردان گمشده                  | ارتشبد دیکاپت             | تله‌فیلم                                                   |
| ۲۰۰۳         | مرگ در هالی اُردِرز            | جرج گرگوری                | مینی‌سریال، ۲ قسمت                                         |
| ۲۰۰۳         | نکات ایمنی برای کودکان       | راوی                      | تله‌فیلم کوتاه                                             |
| ۲۰۰۴         | بیبی جوس اکسپرس              | آرتور برنت                |                                                           |
| ۲۰۰۴         | خاطرات آلن کلارک             | تریستان گرل-جونز          | مجموعهٔ تلویزیونی، ۶ قسمت                                  |
| ۲۰۰۴         | ترفندهای نو                  | پل آدامسون                | مجموعه تلویزیونی، ۱ قسمت                                  |
| ۲۰۰۵         | یک منشی بسیار معاشرتی        | استیون کوئین              | تله‌فیلم                                                   |
| ۲۰۰۶         | شارل کبیر                    | مک‌میلان                   | مجموعه تلویزیونی، ۱ قسمت                                  |
| ۱۹۹۴ تا ۲۰۰۶ | شارپ                         | آرتور ولزلی               | سریال تلویزیونی، ۹ قسمت                                   |
| ۱۹۸۹ تا ۲۰۱۳ | پوآرو                        | آرتور هستینگز             | مجموعهٔ تلویزیونی، ۴۳ قسمت                                 |
| ۲۰۱۴         | کریستال اِسکال                | جان سینیور                | تله‌فیلم                                                   |
| ۲۰۱۶         | پالتوهای چوبی: سیت‌کام پادکست | راجر ناگینز               | سریال تلویزیونی                                           |
| ۲۰۱۸         | دَن دِیر                       | آیور دِیر                  | سریال تلویزیونی                                           |